# Still Bill
Still Bill è il secondo album in studio del cantautore statunitense Bill Withers, pubblicato nel 1972.

## Tracce
Tutte le tracce sono state scritte da Bill Withers eccetto dove indicato.

Side 1
1. Lonely Town, Lonely Street – 3:42
2. Let Me in Your Life – 2:41
3. Who Is He (And What Is He to You)? (Withers, Stanley McKenny) – 3:13
4. Use Me – 3:45
5. Lean on Me – 4:17

Side 2
1. Kissing My Love – 3:49
2. I Don't Know – 3:04
3. Another Day to Run (Withers, Benorce Blackmon) – 4:38
4. I Don't Want You on My Mind – 4:34
5. Take It All In and Check It All Out – 2:42